# Grand Prix de Ouest-France 1991
Il Grand Prix de Ouest-France 1991, cinquantacinquesima edizione della corsa, si svolse il 20 agosto 1991 su un percorso totale di 210 km. Fu vinta dal francese Armand de Las Cuevas che terminò la gara in 5h02'40.

## Ordine d'arrivo (Top 10)
| Pos. | Corridore            | Squadra      | Tempo    |
| ---- | -------------------- | ------------ | -------- |
| 1    | Armand de Las Cuevas | Banesto      | 5h02'40" |
| 2    | Andreas Kappes       | Histor-Sigma | s.t.     |
| 3    | Miguel Arroyo        | Z-Peugeot    | s.t.     |
| 4    | Thomas Wegmüller     | Weinmann     | a 4"     |
| 5    | Mauro Ribeiro        | RMO          | a 17"    |
| 6    | Patrick Tolhoek      | Buckler      | a 19"    |
| 7    | Laurent Madouas      | Toshiba      | s.t.     |
| 8    | Denis Roux           | Toshiba      | a 53"    |
| 9    | Marc Madiot          | RMO          | s.t.     |
| 10   | Søren Lilholt        | Histor-Sigma | a 1'17"  |